# Rafael Antonio Niño Munévar
Rafael Antonio Niño Munévar (Cucaita, departament de Boyacá, 11 de desembre de 1949) va ser un ciclista colombià que va córrer entre 1970 i 1982.
Niño fou un dels millors ciclistes colombians dels anys setanta, aconseguint nombroses victòries en les curses nacionals més importants: sis edicions de la Volta a Colòmbia i cinc del Clásico RCN. Corrent sempre com a amateur, el 1974 feu el salt al professionalisme, militant a l'equip italià Jolly Ceramica.
En retirar-se com a ciclista passà a desenvolupar tasques de director esportiu en diferents equips nacionals com ara l'equip Café de Colombia durant quatre anys.

## Palmarès
- 1970
  - 1r a la Volta a Colòmbia
  - 1r a la Volta a Colòmbia sub-23 i vencedor d'una etapa
- 1971
  - 1r al Clásico RCN
- 1972
  - Vencedor d'una etapa de la Volta a Colòmbia
- 1973
  - 1r a la Volta a Colòmbia i vencedor de 2 etapes
  - Vencedor d'una etapa del Clásico RCN
- 1975
  - 1r a la Volta a Colòmbia i vencedor de 3 etapes
  - 1r al Clásico RCN i vencedor de 2 etapes
- 1977
  - 1r a la Volta a Colòmbia i vencedor de 3 etapes
  - 1r al Clásico RCN
- 1978
  - 1r a la Volta a Colòmbia i vencedor d'una etapa
  - 1r al Clásico RCN i vencedor de 2 etapes
- 1979
  - 1r al Clásico RCN i vencedor d'una etapa
- 1980
  - 1r a la Volta a Colòmbia i vencedor de 2 etapes
- 1981
  - Vencedor d'una etapa a la Volta a Colòmbia

### Resultats al Giro d'Itàlia
- 1974. 41è de la classificació general